# Ticket Outta Loserville
Ticket Outta Loserville é o single de estréia da banda britânica de pop punk Son of Dork lançado em 2005. 
A canção atingiu no máximo a terceira posição no UK Singles Charts.

## Clipe da música
O clipe da música foi dirigido por Ulf Buddensieck. A banda apresenta em uma garagem, e é a história de cada um deles, sair com uma garota popular. 
Eles então acabam vendo a menina com um garota do time de futebol americano. 
Existe também uma versão adulta, que eles estão cantando numa ponte, que vê uma mulher com Baby-Doll. 
Você vê a menina, e em seguida, ela retira o Baby-Doll, mostrando seus seios.

## Faixas

### CD1
1. "Ticket Outta Loserville"
2. "I Want You Back" (Jackson 5 Cover)

### CD2
1. "Ticket Outta Loserville"
2. "Interview With Son Of Dork"
3. "Slacker"
4. "Ticket Outta Loserville" Video– Exclusive Live Version
5. "U-MYX Ticket Outta Loserville and Poster"

## DVD
1. "Ticket Outta Loserville"- Audio
2. "Ticket Outta Loserville" Video– Sign Version
3. "Ticket Outta Loserville"– Home Movie
4. "Get Outta Loserville"- Game and Poster